# Карл Сејган
Карл Едвард Сејган, некада Сеган (енгл. Carl Edward Sagan; IPA:   или  ; Бруклин, 9. новембар 1934 — Сијетл, 20. децембар 1996) био је амерички астроном, астробиолог, популаризатор науке и писац популарних књига из науке.
Пионир је егзобиологије. Много је допринео популаризацији пројекта SETI и међу првим је писао о тераформирању. Широм света је познат по популарнонаучним књигама и као коаутор награђиване телевизијске серије Космос и истоимене пропратне књиге. Такође је написао роман Контакт, екранизован у истоименом филму из 1997. са Џоди Фостер у главној улози. Често је критиковао псеудонауку.

## Научна достигнућа
Саганови доприноси су били кључни у открићу високих површинских температура планете Венере. Раних 1960-их нико није знао за сигурно основне временске услове на површини те планете, стога је Саган направио попис могућих услова у извештају који је касније објављен у Тајм-Лајфовој књизи „Планете”. Његово властито мишљење било је да је Венера сува и веома врућа за разлику од меког раја о којем су други маштали. Истражио је емисије радио таласа Венере и закључио да површинска температура износи око 500 °C. Као учестали научни гост Насине Лабораторије за млазни погон, допринео је првим мисијама Програма Маринер везаним уз Венеру, дизајнирајући и руководећи пројектом. Маринер 2 је 1962. потврдио његове закључке о површинским условима Венере.
Саган је био међу првима који су хипотетисали да би Сатурнов месец Титан могао имати океан од течних једињења на својој површини и да би Јупитеров месец Европа могла имати океан од воде испод површине. То би учинило Европу потенцијално настањивом. Касније је тај исподповршински океан потврдила летелица Галилео. Мистерија Титанове црвенкасте измаглице је такође решена уз Саганову помоћ. Разлог за црвенкасту боју измаглице су сложени органски молекули које константно кишом падају на површину Титана.
Допринео је стицању сазнања о атмосфери Венере и Јупитера, као и изменама годишњих доба на Марсу. Такође је спознао глобално затопљење као растућу опасност чији узрок је човек те га је повезао с Венером, врућом и суровом планетом на којој је оно измакло контроли. Саган и његов колега с Корнела Едвин Ернест Солпитер су нагађали о могућностима живота унутар Јупитерових облака, под условом да је густа атмосфера планете богата органским једињењима. Проучавао је посматране разлике у боји површине Марса и закључио да нису сезонске или вегетацијске промене као што веровало, него смене површинске прашине које узрокују пешчане олује.
Саган је, међутим, најбоље познат по истраживањима о могућности ванземаљског живота, укључујући експеримент који демонстрира производњу аминокиселина из основних хемијских састојака уз помоћ зрачења.

## Публикације
- Sagan, Carl; Leonard, Jonathan Norton (1966). Planets. Life Science Library. Editors of Life. New York: Time Inc. LCCN 66022436. OCLC 346361.
- ——; Shklovskii, I.S. (1966) [Originally published 1962 as Вселенная, жизнь, разум; Moscow: USSR Academy of Sciences Publisher]. Intelligent Life in the Universe. Authorized translation by Paula Fern. San Francisco: Holden-Day, Inc. LCCN 64018404. OCLC 317314.
- ——; Page, Thornton, ур. (1972). UFO's: A Scientific Debate. Ithaca, NY: Cornell University Press. ISBN 978-0-801-40740-6. LCCN 72004572. OCLC 415373.
- ——, ур. (1973). Communication with Extraterrestrial Intelligence (CETI). Cambridge, MA: MIT Press. ISBN 978-0-262-19106-7. LCCN 73013999. OCLC 700752.
- ——; Bradbury, Ray; Clarke, Arthur C.;  . (1973). Mars and the Mind of Man (1st изд.). New York: Harper & Row. ISBN 978-0-060-10443-6. LCCN 72009746. OCLC 613541.
- —— (1973). The Cosmic Connection: An Extraterrestrial Perspective. Produced by Jerome Agel (1st изд.). Garden City, NY: Anchor Press. ISBN 978-0-385-00457-2. LCCN 73081117. OCLC 756158.
- —— (1975). Other Worlds. Produced by Jerome Agel. Toronto, NY: Bantam Books. ISBN 978-0-552-66439-4. OCLC 3029556.
- —— (1977). The Dragons of Eden: Speculations on the Evolution of Human Intelligence (1st изд.). New York: Random House. ISBN 978-0-394-41045-6. LCCN 76053472. OCLC 2922889.
- ——; Drake, F. D.; Lomberg, Jon;  . (1978). Murmurs of Earth: The Voyager Interstellar Record (1st изд.). New York: Random House. Bibcode:1978mevi.book.....S. ISBN 978-0-394-41047-0. LCCN 77005991. OCLC 4037611.
- —— (1979). Broca's Brain: Reflections on the Romance of Science (1st изд.). New York: Random House. ISBN 978-0-394-50169-7. LCCN 78021810. OCLC 4493944.
- —— (1980). Cosmos (1st изд.). New York: Random House. ISBN 978-0-394-50294-6. LCCN 80005286. OCLC 6280573.
- ——; Ehrlich, Paul R.; Kennedy, Donald;  . (1984). The Cold and the Dark: The World after Nuclear War: The Conference on the Long-Term Worldwide Biological Consequences of Nuclear War. Foreword by Lewis Thomas (1st изд.). New York: W. W. Norton & Company. ISBN 978-0-393-01870-7. LCCN 84006070. OCLC 10697281.
- ——; Druyan, Ann (1985). Comet (1st изд.). New York: Random House. ISBN 978-0-394-54908-8. LCCN 85008308. OCLC 811602694.
- —— (1985). Contact: A Novel. New York: Simon & Schuster. ISBN 978-0-671-43400-7. LCCN 85014645. OCLC 12344811.
- ——; Turco, Richard (1990). A Path Where No Man Thought: Nuclear Winter and the End of the Arms Race (1st изд.). New York: Random House. ISBN 978-0-394-58307-5. LCCN 89043155. OCLC 20217496.
- ——; Druyan, Ann (1992). Shadows of Forgotten Ancestors: A Search for Who We Are (1st изд.). New York: Random House. ISBN 978-0-394-53481-7. LCCN 92050155. OCLC 25675747.
- Sagan, Carl; Turco, Richard P. (новембар 1993). „Nuclear Winter in the Post-Cold War Era”. Journal of Peace Research. 30 (4): 369—373. JSTOR 424481. doi:10.1177/0022343393030004001.
- —— (1994). Pale Blue Dot: A Vision of the Human Future in Space (1st изд.). New York: Random House. ISBN 978-0-679-43841-0. LCCN 94018121. OCLC 30736355.
- —— (1995). The Demon-Haunted World: Science as a Candle in the Dark (1st изд.). New York: Random House. ISBN 978-0-394-53512-8. LCCN 95034076. OCLC 779687822. (Note: errata slip inserted.)
- ——; Druyan, Ann (1997). Billions and Billions: Thoughts on Life and Death at the Brink of the Millennium (1st изд.). New York: Random House. ISBN 978-0-679-41160-4. LCCN 96052730. OCLC 36066119.
- —— (2006) [Edited from 1985 Gifford Lectures, University of Glasgow].  Druyan, Ann, ур. The Varieties of Scientific Experience: A Personal View of the Search for God. New York: Penguin Press. ISBN 978-1-59420-107-3. LCCN 2006044827. OCLC 69021064.